# Pelageja
Pelageja Sergejevna Chanova, beter bekend als Pelageja (Russisch: Пелагея Серге́евна Ханова; Novosibirsk, 14 juli 1986), is een Russische zangeres en tevens coach bij de Russische versies van The Voice en The Voice Kids. 

## Biografie
Pelageja werd geboren in Novosibirsk, Sovjet-Unie als dochter van Svetlana Chanova, een voormalig jazzzangeres en producer. Pelageja's vader is echter onbekend en daarom heeft ze de achternaam van haar moeders laatste man aangenomen. Door een fout in het registratiesysteem werd ze eerst geregistreerd als Pauline Chanova, maar toen ze een paspoort kreeg werd dit weer veranderd naar Pelageja. 
De eerste keer dat Pelageja op het podium verscheen was in het jaar 1990, toen ze nog amper vier jaar oud was. Vier jaar later begon ze haar studie aan het Conservatorium van Novosibirsk voor zang. 
Haar eerste grote wedstrijd won ze op een jaar later, ze won namelijk de titel Beste folk uitvoerende artiest van Rusland 1996. Naast de titel kreeg ze ook nog duizend dollar (geen roebels) uitgereikt aan prijzengeld. 
Doordat ze al jong opviel bij zangwedstrijden en op het conservatorium waaraan ze studeerde, kreeg Pelageja op haar tiende al een platencontract aangeboden. Hierdoor moest ze naar Moskou verhuizen. In Moskou studeerde ze onder andere aan de Gnessin Staatsacademie voor Muziek. 
Toen ze veertien was richtte ze de folkrockband Pelageja op, waarvan haar moeder de liedjes produceert. Naast Pelageja bestaat de band uit Pavel Desjoera (gitaar), Dmitri Zelenski (drums), Aleksandr Savinych (basgitaar) en Anton Tjipkin (accordeon en keyboard). Desjoera overleed in juli 2022.
In 1999 bracht Pelegeja haar debuutalbum Любо! uit, maar bij het grote publiek was ze nog niet doorgebroken. Ze deed daarna nog mee aan verschillende zangwedstrijden, waarbij ze vaak succes had en speelde een paar kleine rollen in films. 
In 2010 trouwde ze met filmproducent Dmitri Elfimovitsj, met wie ze twee jaar later scheidde. 
Vanaf 2012 was Pelageja regelmatig te zien als een van de coaches bij de Russische versie van The Voice, The Voice Kids en The Voice Senior. Bij de reguliere versie van het programma was ze coach in seizoen 1 t/m 3, 6 en 10, bij de kinderversie van seizoen 1 t/m 3, 5 en 6 en bij de senioren seizoen 1 en 2.

## Albums
- 1999 — Любо!
- 2003 — Пелагея
- 2006 — Сингл
- 2007 — Девушкины песни
- 2009 — Сибирский драйв
- 2010 — Тропы

- Gemeinsame Normdatei: 135360943
- International Standard Name Identifier: 0000 0000 5578 4907
- MusicBrainz: 5fbb4781-873c-4a50-a0d7-3421884f65fe
- Virtual International Authority File: 80133957
- WorldCat: E39PBJxRBwjWGpkxDJ43pdWCcP